# Giro de Lombardía 1969
El Giro de Lombardía 1969, la 63.ª edición de esta clásica ciclista, se disputó el 11 de octubre de 1969, con un recorrido de 266 km entre Milán y Como. El vencedor final fue el belga Jean-Pierre Monseré, que se impuso en la línea de llegada al también belga Herman Van Springel y al italiano Franco Bitossi, que acabaron segundo y tercero respectivamente. 

## Clasificación final
| Posición | Ciclista               | Equipo       | Tiempo  |
| -------- | ---------------------- | ------------ | ------- |
| 1        | Jean-Pierre Monseré    | Flandria     | 6h38'54 |
| 2        | Herman Van Springel    | Mann-Grundig | s.t.    |
| 3        | Franco Bitossi         | Filotex      | s.t.    |
| 4        | Martin Van Den Bossche | Faema        | s.t.    |
| 5        | Raymond Poulidor       | Mercier      | s.t.    |
| 6        | Georges Pintens        | Mann-Grundig | s.t.    |
| 7        | André Poppe            | Mann-Grundig | s.t.    |
| 8        | Raymond Delisle        | Peugeot      | s.t.    |
| 9        | Jan Janssen            | Bic          | a 19"   |
| 10       | Antoon Houbrechts      | Flandria     | s.t.    |